# José Santos Poyatos
José Santos Poyatos es un deportista español que compitió en atletismo adaptado. Ganó tres medallas en los Juegos Paralímpicos de Verano en los años 1976 y 1980.

## Palmarés internacional
| Juegos Paralímpicos | Juegos Paralímpicos   | Juegos Paralímpicos | Juegos Paralímpicos |
| Año                 | Lugar                 | Medalla             | Prueba              |
| ------------------- | --------------------- | ------------------- | ------------------- |
| 1976                | Toronto (Canadá)      | Medalla de plata    | 100 m F             |
| 1976                | Toronto (Canadá)      | Medalla de bronce   | Salto de longitud F |
| 1980                | Arnhem (Países Bajos) | Medalla de bronce   | 1500 m F            |